# ジョルジュ・キャンディリス
ジョルジュ・キャンディリス（Georges Candilis、1913年3月29日 - 1995年5月10日）はギリシャ系フランス人の都市計画家・建築家。チーム・Xのメンバーとして、1950年代からミッシェル・エコシャールらと集合住宅やCIAMを通じてモロッコ・フェスなどおもに中東や北アフリカなどイスラム圏の国の都市計画を手がける。

## 略歴
- 1913年、ロシア・バクーで生まれる。アテネ工科大学で建築を学ぶ。
- 1945年から1951年にかけて、ル・コルビュジエのアトリエで修行。影響を強く受ける。
- 1951年以降は、エコシャールのほか、幾人かと協働してフランスと旧フランス統治国での活動を中心に、特に集合住宅の分野で活躍する。
- 1964年から1968年にかけては、ボザールのアトリエ・パトロンも勤めた。

## 作品等
- パニョル＝シェール=セーズ集合住宅 1959年
- イスラム人のための集合住宅 オラン 1954年
- カサブランカの集合住宅 1954年
- クウェート旧市街住宅再開発計画
- エマウス団地 ブラン＝メニル 1956年
- ベルリン自由大学キャンパス計画 1963年
- ジュネーブの小学校 1963年
- 都市計画分野では、ラングドック＝ルシヨン海岸線整備計画および余暇施設計画などがある。トゥールーズ＝ル・ミライユ設計競技では一等当選。1962年